# Lijst van beschermd erfgoed in Saint-Georges-sur-Meuse
Onderstaande tabel geeft een overzicht van de beschermde erfgoederen in de gemeente Saint-Georges-sur-Meuse. Het beschermd erfgoed maakt deel uit van het cultureel erfgoed in België.
| Object | Bouwjaar/architect | Deelgemeente | Adres | Coördinaten                   | Nummer?                | Afbeelding |
| --- | ------------------ | ------------ | --- | ----------------------------- | ---------------------- | --- |
| Tumulus van Yernawe en omgeving |                    | Yernawe      | rue du Tumulus | 50° 35' 41" NB, 5° 20' 24" OL | 64065-CLT-0001-01 Info | Tumulus van Yernawe en omgeving |
| Kasteel van Warfusée en bijgebouwen, behalve de oranjerie                                                                            |                    | Warfusée     | rue de Warfusée, n°113 (M) et ensemble formé par ledit château et ses annexes, l'orangerie et les terrains avoisinants (S) | 50° 35' 7" NB, 5° 22' 14" OL  | 64065-CLT-0002-01 Info | Kasteel van Warfusée en bijgebouwen, behalve de oranjerie                                                                            |
| Gevels, daken en het auditorium van zaal "l'Union"                                                                                   | 1908               | Stockay      | rue Reine Astrid, n°69 | 50° 34' 57" NB, 5° 21' 28" OL | 64065-CLT-0004-01 Info | Gevels, daken en het auditorium van zaal "l'Union"                                                                                   |
| Tumulus van Yernawe, archeologische site                                                                                             |                    |              | | 50° 35' 41" NB, 5° 20' 24" OL | 64065-PEX-0001-01 Info | Tumulus van Yernawe, archeologische site                                                                                             |
| Kasteel van Warfusée en de bijgebouwen en het ensemble gevormd door het kasteel, de bijgebouwen, de oranjerie en het omliggende land |                    | Warfusée     | | 50° 35' 7" NB, 5° 22' 14" OL  | 64065-PEX-0002-01 Info | Kasteel van Warfusée en de bijgebouwen en het ensemble gevormd door het kasteel, de bijgebouwen, de oranjerie en het omliggende land |